# Bytecode
Bytecode is een binaire codering van computerinstructies die, in tegenstelling tot machinetaal, niet direct door een processor kan worden uitgevoerd. Bytecode kan dienen als interne representatie van een compiler of interpreter, maar vaak is bytecode zelf het eindproduct van een compiler. In dit tweede geval kan het worden uitgevoerd met een virtuele machine. Deze benadering maakt het mogelijk om dezelfde compilatie op meerdere machines en platforms uit te voeren waarop de vereiste virtuele machine is geïnstalleerd. Een voorbeeld is de C#-compiler voor de .NET Common Language Runtime of de javac-compiler voor de Java Virtual Machine.

## Voorbeeld
Een voorbeeld van Java-bytecode (omgezet naar een voor mensen leesbare vorm) met uitvoer Hello world:
```
Method void main(java.lang.String[])
0 getstatic #2 <Field java.io.PrintStream out>
3 ldc #3 <String "Hello world">
5 invokevirtual #4 <Method void println(java.lang.String)>
8 return
```

## Voor- en nadelen van bytecode
Een vaak genoemd nadeel van bytecode is dat het langzamer zou zijn dan het uitvoeren van machinecode; de machinecode kan immers direct door de processor worden uitgevoerd. Indien bytecode wordt 'geïnterpreteerd', dan zal deze inderdaad trager zijn (soms wel tot een factor 20) dan machinecode. Indien de bytecode echter van tevoren zou worden omgezet naar machinecode is deze theoretisch gezien even snel. In de Java Virtual Machine wordt just-in-timecompilatie en interpretatie door elkaar gebruikt (just in time voor de kritieke, vaak aangeroepen stukken bytecode).
Een voordeel van bytecode is naast platformonafhankelijkheid dat het in principe specifiek te optimaliseren is voor de hardware waar het op draait. Stel dat een programma geschreven in machinecode is gemaakt voor een bepaalde processor met een snelle instructie X (bijvoorbeeld Intels SSE-instructies), dan kunnen processors zonder deze instructie X het programma niet uitvoeren, en moet het programma zo worden gecompileerd dat de snelle instructie X niet voorkomt en wordt vervangen door een aantal langzamere instructies die wél op alle processoren werken. Een compiler in een virtual machine zou pas bij compilatie kunnen kijken welke instructies beschikbaar zijn en de bytecode automatisch kunnen omzetten naar de snelste instructies die beschikbaar zijn op de processor.